# Michele Peyrone
Michele Peyrone (* 26. Mai 1813 in Mondovì Breo; † Juli 1883 in Carrù) war ein italienischer Chemiker. Er synthetisierte 1844 als Erster Cisplatin (damals Peyrones Chlorid genannt), das viel später als Chemotherapeutikum gegen Krebs Verwendung fand (Barnett Rosenberg 1965). Er war als Schüler von Justus von Liebig ein Pionier von dessen Theorien zur landwirtschaftlichen Chemie in Italien.

## Biografie
Peyrone kam aus wohlhabender Familie (weshalb er später finanziell unabhängig war), er verlor aber früh seine Eltern. Da er kränklich war, besuchte er die Schule relativ spät. Er war auf dem Gymnasium in Brà und studierte dann an der Universität Turin zuerst Jura und wechselte dann zur Medizin. 1835 wurde er in Medizin promoviert. Anschließend bekämpfte er eine Choleraepidemie in Mondovi und besuchte danach die führenden Hospitäler und Universitäten in Italien, wobei sein Interesse für Chemie erwachte, der er sich danach zuwandte. Er studierte ab 1839 bei dem damals berühmten Chemiker Jean-Baptiste Dumas in Paris (École polytechnique), der als erster französischer Chemiker 1832 ein Unterrichtslabor aufgebaut hatte. Das Interesse von Dumas für Biochemie (er veröffentlichte einen Essay, in dem er den Stoffwechsel von Pflanzen und Tieren verglich) färbte auch auf Peyrone ab, der sich landwirtschaftlicher Chemie zuwandte. 1842 ging Peyrone nach Gießen und wurde dort Schüler von Justus von Liebig (eigentlich ein Konkurrent von Dumas, der mit diesem in Dispute verwickelt war), mit dem er den Rest seines Lebens befreundet blieb. In Liebigs Labor befasste er sich mit Platinverbindungen, darunter das Magnus-Salz (Chlorplatinammonium, Magnus’ grünes Salz), das Heinrich Gustav Magnus 1828 im Labor von Jöns Jakob Berzelius synthetisiert hatte. Als er dieses zu synthetisieren versuchte, erhielt er neben dem grünen Salz ein weiteres gelbes Salz gleicher Zusammensetzung, über das er 1844 in Liebigs Annalen der Chemie veröffentlichte. Das war Cisplatin. Zu der Erkenntnis, dass es sich um ein Isomer handelte, konnte er sich erst in einer Veröffentlichung 1845 durchringen. Die cis-Struktur wurde erst später erkannt, als das Cisplatin eine Rolle in den Pionier-Untersuchungen von Alfred Werner zur Komplexchemie spielte.
Aus gesundheitlichen Gründen verließ er 1844 das Labor von Liebig in Gießen und besuchte Institute und Hospitäler in Deutschland, den Niederlanden, Belgien, Großbritannien und kehrte dann 1845 nach Turin zurück, wo er Assistent im Labor von G. L. Cantù wurde. In Italien war er ein Verfechter der damals noch umstrittenen, umwälzenden Ideen von Liebig zur landwirtschaftlichen Chemie. Ab November 1847 unterrichtete er an der Abendschule für angewandte Künste (Genova Scuola Serale di Arti Applicate) in Genua und 1849 wurde er Professor an der Universität Genua. 1854 wechselte er als Professor an das königliche Polytechnikum (Reale Istituto Tecnico) in Turin und er wurde Professor für landwirtschaftliche Chemie an der Universität Turin. Er unterrichtete auch organische und physiologische Chemie und wurde schließlich Professor für Allgemeine Chemie und Vizedirektor des chemischen Labors der Universität Turin. 1866 zog er sich wegen Disputen über das Promotionsverfahren aus der Universität zurück und unterrichtete wieder am Polytechnikum, das allerdings nicht die Rechte einer Universität hatte. 1879 ging er aus Gesundheitsgründen in den Ruhestand und lebte zuletzt in Carrù nahe Mondovi.
Er veröffentlichte unter anderem über die Ursachen, warum Wein sauer wird, und die Voraussetzung für Pflanzenwachstum und den Einfluss des Bodens. Von ihm stammt ein italienisches Lehrbuch der landwirtschaftlichen Chemie, das auf Liebigs Vorlesungen und seinem Lehrbuch von 1840 basierte, über die er auch in den 1860er Jahren in Turin öffentliche, frei zugängliche Kurse abhielt.
Er sprach mehrere Sprachen (neben seiner Muttersprache Lateinisch, Französisch, Deutsch, Englisch). Er war Mitglied der königlichen Akademie für Landwirtschaft in Turin, der medizinisch-chirurgischen Akademie in Genua, der landwirtschaftlichen Akademie in Perugia, der pharmazeutischen Gesellschaft des Königreichs Sardinien und Cavaliere dell'Ordine Mauriziano sowie Commendatore della Corona d’Italia. Im Krimkrieg hatte er die Aufsicht über die Versorgung der piemontesischen Armee. Nach Gründung des Königreichs Italien wurde er von Cavour in ein Komitee zu Landwirtschaftsfragen und dem Gebrauch von Dünger berufen.
1855 heiratete er Ester Daziano, mit der er zwei Töchter hatte. Sie starb schon 1858 und auch eine seiner Töchter starb früh mit 13 Jahren.

## Schriften
- Lezzioni sulla chimica-agraria, 2 Bände, Turin 1869, 1871